# Гиперкалькулия
Гиперкалькулия — особое состояние развития, при котором способность выполнять математические вычисления значительно превосходит общие способности к обучению и школьные достижения по математике. Проведённое в 2002 году нейровизуализационное исследование ребёнка с гиперкалькулией показало, что в правой височной доле больший объём мозга. Последовательное сканирование SPECT выявило гиперперфузию над правой теменной областью при выполнении арифметических задач.

## Профили успеваемости по математике и чтению у аутичных людей

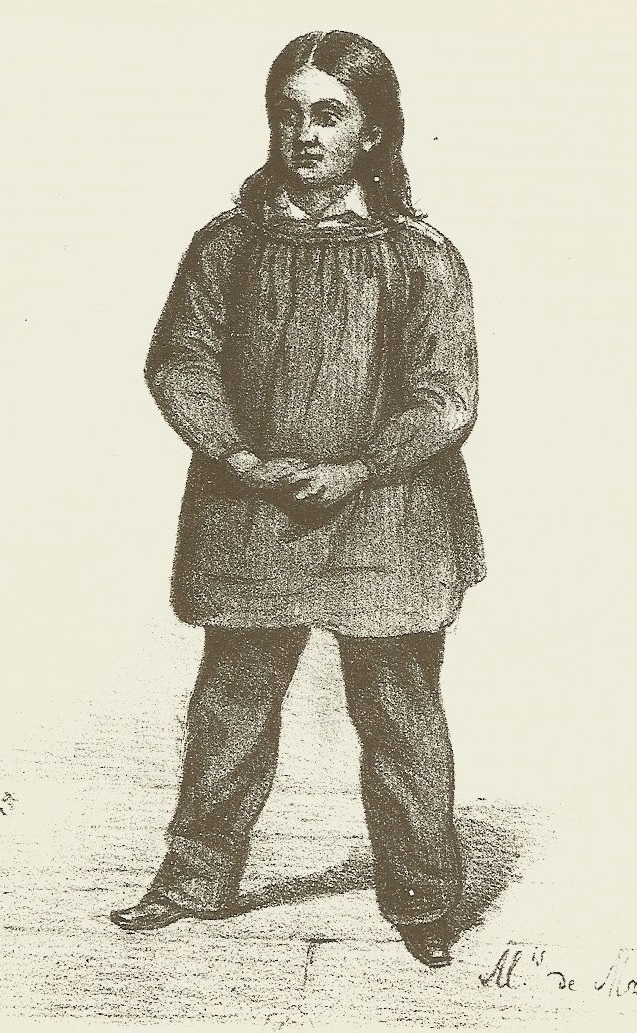
Анри Мондё, французский феноменальный счётчик

Дети в любом возрасте могут быть сильнее по языку или математике, но очень редко по обоим. Дети-аутисты ничем не отличаются. Редким примером ребёнка с множеством склонностей к учёности является случай тринадцатилетней девочки. Пачева, Паной, Гиллберг и Невилл обнаружили, что эта молодая женщина не только обладает способностями к гиперкалькуляции, но также демонстрирует возможности гиперлексии и гипермнезии.
В исследовании, опубликованном в 2014 году, изучались профили успеваемости по чтению и математике и их изменения с течением времени в выборке детей в возрасте 6—9 лет с диагнозом расстройство аутистического спектра. Они обнаружили, что существует четыре различных профиля достижений: более высокие достижения (39 %), гиперлексия (9 %), гиперкалькулия (20 %) и более низкие достижения (32 %). В предыдущем исследовании, проведённом в 2009 году, уровень гиперкалькулии у подростков с РаС оценивался в 16,2 %.
По словам Вэя, Кристиано, Ю, Вагнера и Спайкера, исследование профиля достижений РаС, гиперкалькулии, иногда упускается из виду в академической среде. Иногда этот недосмотр является результатом того, что больше ресурсов тратится на понимание способностей детей, у которых проявляется гиперлексия. Дети с РаС показали различные результаты во время тестирования на гиперкалькулию. Некоторые из этих различных результатов указывают на то, что выполнение математических задач и задач по решению задач ниже среднего, средний уровень владения языком и высокие успеваемость, превышающие 99- й процентиль по «стандартизированным показателям математических достижений».
Продолжаются дискуссии о причине гиперкалькулии наряду с другими представлениями учёных. Некоторые исследователи предполагают, что навязчивые тенденции могут вызвать повышенное внимание к определённым областям их жизни.
Люди с аутизмом иногда уделяют много времени, энергии и внимания расписанию или распорядку дня, календарным расчётам, числам или счёту и/или музыке.
Другие исследователи предполагают, что люди со склонностями к обучению могут использовать разные области мозга, обрабатывая предметы, обладающие более высокими способностями. Среди других аргументов для обсуждения — гипотезы относительно нейронных процессов и возможностей хранения рабочей памяти.
Уоллес иногда называет этих людей «математическими учёными» или «арифметическими учёными». По его опыту, люди с такой способностью предпочитают своего рода метод разбиения на части или сегментацию. Их склонность побуждает их разбивать большие вещи на более мелкие, такие как числа или уравнения. Эти данные привели Уоллеса к исследованию «учёных простых чисел». Учёные, работающие с простыми числами, могут вычислить, какие числа являются простыми, путём многократного разбиения числа, пока оно не достигнет самой низкой формы. Следующий шаг — выяснить, можно ли разделить это число поровну.

## Поведенческие исследования детей с высокими интеллектуальными способностями
К спектру аутистических расстройств отнесены пять различных типов расстройств. Согласно Диагностическому и статистическому руководству по психическим расстройствам, четвёртое издание (DSM-IV), пять различных типов расстройств аутистического спектра перечислены как: аутистическое расстройство, расстройство аспергера, детское дезинтегративное расстройство, расстройство Ретта и всеобъемлющее расстройство развития. — не указано иное (PPD-NOS).
В исследовании 2013 года наблюдали за поведением детей аутистического спектра с интеллектуальными способностями. Поведение этих детей сравнивали с детьми с нормальным интеллектуальным статусом. Исследования показывают, что эти дети склонны усваивать свои проблемы. Дальнейшее исследование предполагает, что эта интернализация вызвана социальными и языковыми нарушениями. Многие дети в спектре аутизма с различными представлениями учёных, такими как гиперкалькулия, гиперлексия и семантическая гипермнезия, как правило, усваивали свои проблемы. Эти дети чаще испытывали тревогу, низкую самооценку, перфекционизм и трудности в своей социальной жизни. Эти социальные проблемы возникают из-за замкнутости в социальных обстоятельствах и нежелания делиться. Многие из этих наблюдаемых детей попадали в два типа расстройств спектра: PPD и расстройство Аспергера. Результаты показывают, что существует небольшая разница в поведении детей с высокими интеллектуальными способностями и детей с меньшими интеллектуальными способностями.

## Воспитание детей с учёными способностями
К концу двадцатого века признание аутичных детей, в том числе аутичных детей с учёными способностями, повысило осведомлённость в системе образования.
Есть лишь несколько основных терминов для детей-учёных. Первая категория учёных была впервые обнаружена в Лондоне в 1887 году доктором Дж. Лэнгдоном Дауном . Даун ввёл термин «идиот-савант». Этот термин присваивается лицам, у которых показатель IQ ниже 25. Эти люди показывают интеллект ниже среднего в большинстве областей, но все же демонстрируют одарённый опыт в таких областях, как музыка, арифметика, чтение, письмо или искусство, и это лишь некоторые из них. Идиот-савант больше не является приемлемым названием для категоризации. Он больше не используется, и в основном он был прекращён после первого столетия его открытия. Почти все люди с диагнозом «умственные способности» тестируются с IQ 40 или выше.
Второе имя, которое часто используют для этих детей, — «аутичный учёный». Как и термин Дауна, аутичный савант не всегда подходит для всех савантов. Только половина людей с синдромом саванта страдают аутизмом. Другая половина учёных страдает от других недостатков центральной нервной системы, вызванных травмами или другими расстройствами.
Синдром Саванта — это более всеобъемлющее и точное название, позволяющее идентифицировать детей с этими более высокими когнитивными навыками.
Осведомлённость о синдроме саванта увеличилась, но ограниченное число пострадавших людей затруднило поиск образовательных ресурсов для удовлетворения их потребностей. С годами усовершенствованные диагностические инструменты помогли выявить этих детей и их потребности. Педагогам следует помнить о том, что, хотя эти дети обладают навыками в определённых областях и могут даже посещать курсы для одарённых, они могут показаться грубыми и, возможно, неуважительными. Такое поведение может быть продемонстрировано одноклассникам и учителям, потому что эти ученики не всегда будут искусными в общении и социальных сигналах.
Другие концепции, которые следует учитывать в образовательной системе, — это слабые и сильные стороны ребёнка. Они будут уникальными для каждого ребёнка. В некоторых примерах детей, обладающих математическими способностями, отдельные дети могут проявлять способности человека к вычислению, но не могут использовать эти навыки в повседневных задачах. Иногда их способности учёных расходятся с практическими ситуациями.

## Тренировка гиперкалькуляции у людей, не страдающих аутизмом
Гиперкалькулия не всегда подходит тем, у кого есть научные способности. Используя обратный искусственный интеллект, теоретики предлагают способ эмуляции компьютеров в математических вычислениях.